# Дунаевка (Калининградская область)
Дунаевка (до 2019 г. — Рогачево) — посёлок в Зеленоградском районе Калининградской области. Входил в состав Ковровского сельского поселения.

## История
Населенный пункт Лопзинен в 1946 году был переименован в поселок Рогачёво. Фактически с 1971 г. поселок назывался Дунаевка, юридически это название было закреплено в 2019 г.

## Население
| 2002 | 2010 |
| ---- | ---- |
| 143  | ↘128 |